# Sankt Petersburger Gilde
Die Sankt Petersburger Gilde regelte die Steuerabgaben für ausländische Kaufleute und Handwerker. Die Gründung erfolgte in der Zeit, als Katharina die Große per Einladungsmanifest Handwerker und Kaufleute nach Russland einlud. Die Gilde bestand in drei Steuerklassen (erste, zweite und dritte Gilde) bis zum Ausbruch des Ersten Weltkriegs 1914.

## Struktur
Es gab drei Gilden:
- Die erste Gilde bestand aus jenen, welche ein Kapital von 50.000 Rubel, die zweite, welche ein solches von 20.000 und die dritte, ein solches von 8.000 Rubeln nachweisen konnten.
- Die erste Gilde entrichtete an den Staat vier Prozent des angegebenen Kapitals und etwa 1,5 Prozent anderer Steuern; die zweite Gilde bezahlte nur vier Prozent, die dritte Gilde nur 3,5 Prozent. Diese Klasse war zum Seehandel und zur Anlage von Hütten und Fabriken berechtigt, durfte Seeschiffe besitzen, war keiner Leibesstrafe unterworfen, und konnte in der Stadt in einem mit zwei Pferden bespannten Wagen fahren.
- Die mit besonderer Erlaubnis ihrer Herren handeltreibenden Bauern wurden zu keiner Erklärung ihres Betriebskapitals angehalten. Nur die Mitglieder der beiden ersten Gilden waren von der körperlichen Züchtigung ausgeschlossen.

- Der zweiten Gilde stand ebenfalls das Recht zu, Fabriken zu gründen. Sie waren allerdings auf den inländischen Handel beschränkt, durften Hüttenwerke und Fabriken anlegen, Flussschiffe besitzen, innerhalb der Stadt in einem Halbwagen mit zwei Pferden fahren, und waren von Leibesstrafen befreit.[1]
- Die dritte Gilde war für Krämerei und den Kleinhandel bestimmt, durften nur Werkstätten und Manufakturen anlegen, Gasthöfe oder Badestuben betreiben, und in der Stadt nur mit einem Pferd fahren.

- Zur ersten Gilde zählende im Jahr 1838: 1.900 Kaufleute, zur zweiten Gilde 3.400, der dritten Gilde 5.300, plus eine große Zahl Leibeigene, welche mit der Bewilligung ihrer Herren Handel treiben konnten. Wenn man nun hierzu noch 8.000 bezahlte Gehilfen rechnet, dann ergab das für Petersburg ungefähr 50.000 Menschen, die allen drei Gilden angehörten.

Mitglieder einer Gilde, die ihr Eigentum länger als zehn Jahre behalten wollten, mussten russischer Bürger werden. Der Erwerb von Grundstücken mit mehr als 300 Deciatinen (eine Deciatine ungefähr 11 % Morgen Land) war nicht gestattet.
Im Jahre 1790 zahlten die russischen Gildeangehörigen der ersten Gilde 11.581 Rubel Steuern, die ausländischen als Gäste bezeichneten Gildeangehörigen 48.700 Rubel Steuern, also fast vier Mal so viel.

## Mitglieder der Ersten Gilde
Im Jahre 1838 hatte diese Gilde 562 Mitglieder, darunter:
- Karl Wilhelm Müller (* 1749 in St. Petersburg; † unbekannt): Buchbinder, Buchhändler, Kaufmann der 1. Gilde, Hausbesitzer, Kommissionar der St. Petersburger Akademie der Wissenschaften seit 1774
- Johann  Hermann Klostermann (* 5. August 1757  in  Gertrudenberg, Holland; † 4. Januar 1838 in St. Petersburg): Kaufmann der 1. Gilde (seit 1791), Buch- und Musikalienhändler, Inhaber einer Buchhandlung von 1783 bis 1811, Lieferant der Akademie der Wissenschaften und der Akademie der Künste (seit 1804), Hausbesitzer
- Johann August Tischner (* 1774 in Ziesdorf (Sachsen); † 1852 in Sankt Petersburg) Klavierbaufabrikant
- Anton Xaver Regalat Wänker von Dankenschweil (* 14. Juni 1747 in Freiburg im Breisgau; † 12. April 1821 in St. Petersburg): Jurist, Kaufmann und Armeelieferant

## Mitglieder der Zweiten Gilde
Im Jahre 1838 hatte die Gilde 872 Mitglieder, darunter:
- Andreas Mellin (* 1826; † 20. März 1894 in St. Petersburg): Kaufmann der 2. Gilde, seit 1858 Steinkohlehändler
- Arnold Schaufelberger (* 17. Oktober 1874 in Sankt Petersburg; † 21. April 1938 in Zürich) war Russlandschweizer in dritter Generation, Großkaufmann, Börsenmakler.

## Mitglieder der Dritten Gilde
Im Jahre 1838 hatte diese Gilde 8.075 Mitglieder, darunter:
- Johann  Cornelius Paez (Petz), (Lebensdaten  unbekannt): Kaufmann der 3. Gilde, Inhaber einer Musikalienhandlung, Ehrenmitglied der St. Petersburger Philharmonischen Gesellschaft (seit 1826)[5]
- Johann Daniel Gerstenberg (* 26. März 1758 in Frankenhausen, Thüringen; † 7. Dezember 1841 in Hildesheim): Buch- und Musikverleger, Inhaber einer Musikalienhandlung in St. Petersburg, Kaufmann der 3. Gilde, Komponist.